# Raul Ellwanger
Raul Moura Ellwanger (Porto Alegre, 17 de novembro de 1947) é um músico e compositor brasileiro.

## Biografia
Iniciou sua carreira artística em 1966, no circuito universitário de Porto Alegre.  Em 1968, era estudante de Direito na Pontifícia Universidade Católica do Rio Grande do Sul, trabalhava como estagiário no escritório de advocacia de Afrânio Araujo e de Carlos Araujo, e era um dos articuladores da Frente Gaúcha da Música Popular.
Sua composição O gaúcho foi finalista no Festival da TV Excelsior, no Rio de Janeiro, em 1968, com uma letra provocativa à ditadura militar: “pros milicos trago estrago, pro inimigo outro balaço...”.
Identificou-se com grupos que, mais tarde, viriam a formar a Vanguarda Armada Revolucionária, participou da reunião em que a VAR se cindiu e houve a criação da Vanguarda Armada Revolucionária Palmares, na qual permaneceu.
Com o endurecimento do regime, foi condenado pela Lei de Segurança Nacional por militância em organização proibida, passando à clandestinidade. Mudou-se para o Rio de Janeiro e com a prisão de dirigentes da VAR, parte para o exílio no Chile, em 1970.  Ali estudou Sociologia na Universidad Concepción, na cidade de Concepción por um ano, depois mudando-se para Santiago. Além da ajuda da família, contava com recursos advindos de aulas de violão e de traduções de artigos de sociologia que fazia para a revista da Faculdade Latino-Americana de Ciências Sociais (Flacso), onde um de seus amigos mais próximos, Roberto Heinz Metzger, era diretor gráfico. Morava com sua companheira Eliana Chaves e a família de Roberto Metzger num pequeno apartamento, quando aconteceu o golpe contra Salvador Allende. Os moradores do apartamento se dispersaram e ele passou para a Argentina, em 1973. Em Buenos Aires reencontrou Eliana, sua companheira e, depois de dois meses, reviu Roberto, a quem ele procurara no Estádio Nacional e que passava pela Argentina rumo à França.
No exílio escreveu diversas canções, entre elas O pequeno exilado, tentando mostrar a perspectiva dos filhos dos exilados que, sem entender nada do que estava acontecendo, seguiam seus pais; e Te Procuro Lá,  a partir da letra de Ferreira Gullar.
Voltou para o Brasil em 1979, quando lançou seu primeiro disco, Teimoso e Vivo (1979), com a participação de Wagner Tiso, Zé Gomes e Jerônimo Jardim. Desde então atuou ativamente no cenário musical local, brasileiro e internacional, gravando outros discos, trabalhando em parcerias com músicos destacados, organizando eventos musicais, compondo trilhas sonoras para programas de TV e para o teatro, recebendo vários prêmios.
Na sua discografia se encontram os discos Raul Ellwanger (1980), Gaudério (1984), Portuñol (1985), Luar (1992), La cuca del hombre (1984), Boa-Maré (2004) e Ouro e Barro (2007). Como compositor de música para a TV criou o tema principal e a trilha sonora original da novela O Meu Pé de Laranja Lima (TV Bandeirantes), e teve músicas incluídas nas telenovelas Sinhá Moça (TV Globo) e Um Homem Muito Especial, Cavalo Amarelo e Pé de Vento, todas da TV Bandeirantes. Para o teatro compôs as trilhas sonoras das peças Em farrapos e Quarto poder, ambas de Delmar Marques.
Suas canções mais conhecidas são Pialo de sangue, com 30 gravações em cinco países e quatro idiomas, Cigana tirana, Praia do Rosa, Eu só peço a Deus, La cuca del hombre, Te procuro lá e Meu braço de violão (com Paulinho Tapajós). Pialo de sangue foi apontada, em votação pública organizada pela RBS, como uma das dez melhores músicas da história do estado.
Já gravaram composições suas intérpretes como Elis Regina, Mercedes Sosa, Renato Borghetti, Beth Carvalho, Paulinho Tapajós, Cenair Maicá, além da dupla Pena Branca e Xavantinho.

## Prêmios e indicações

### Prêmio Açorianos
| Ano  | Categoria         | Indicação                                              | Resultado |
| ---- | ----------------- | ------------------------------------------------------ | --------- |
| 2002 | Menção Especial   | Raul Ellwanger, pelo relançamento em CD do LP Gaudério | Venceu    |
| 2010 | Compositor de MPB | Raul Ellwanger                                         | Indicado  |
| 2010 | Disco de MPB      | Cabeça, Corpo, Coração                                 | Indicado  |

Recebeu o Prêmio Selection Radio France International em 1992.